# Chengiopanax sciadophylloides
Chengiopanax sciadophylloides é uma espécie de Chengiopanax

## Sinônimos
- Acanthopanax sciadophylloides Franch. & Sav.
- Eleutherococcus sciadophylloides (Franch. & Sav.) H.Ohashi
- Kalopanax sciadophylloides (Franch. & Sav.) Harms